# Hyperolius jacobseni
Espèce
Statut de conservation UICN

 DD  : Données insuffisantes
Hyperolius jacobseni est une espèce d'amphibiens de la famille des Hyperoliidae.

## Répartition
Cette espèce est endémique au sud de la République centrafricaine.

## Publication originale
- Channing, Hillers, Lötters, Rödel, Schick, Conradie, Rödder, Mercurio, Wagner, Dehling, Du Preez, Kielgast & Burger, 2013 : Taxonomy of the super-cryptic Hyperolius nasutus group of long reed frogs of Africa (Anura: Hyperoliidae), with descriptions of six new species. Zootaxa, no 3620, p. 301–350.